# Uxbridge (Massachusetts)
Uxbridge é uma vila localizada no condado de Worcester no estado estadounidense de Massachusetts. No Censo de 2010 tinha uma população de 13.457 habitantes e uma densidade populacional de 171,68 pessoas por km².

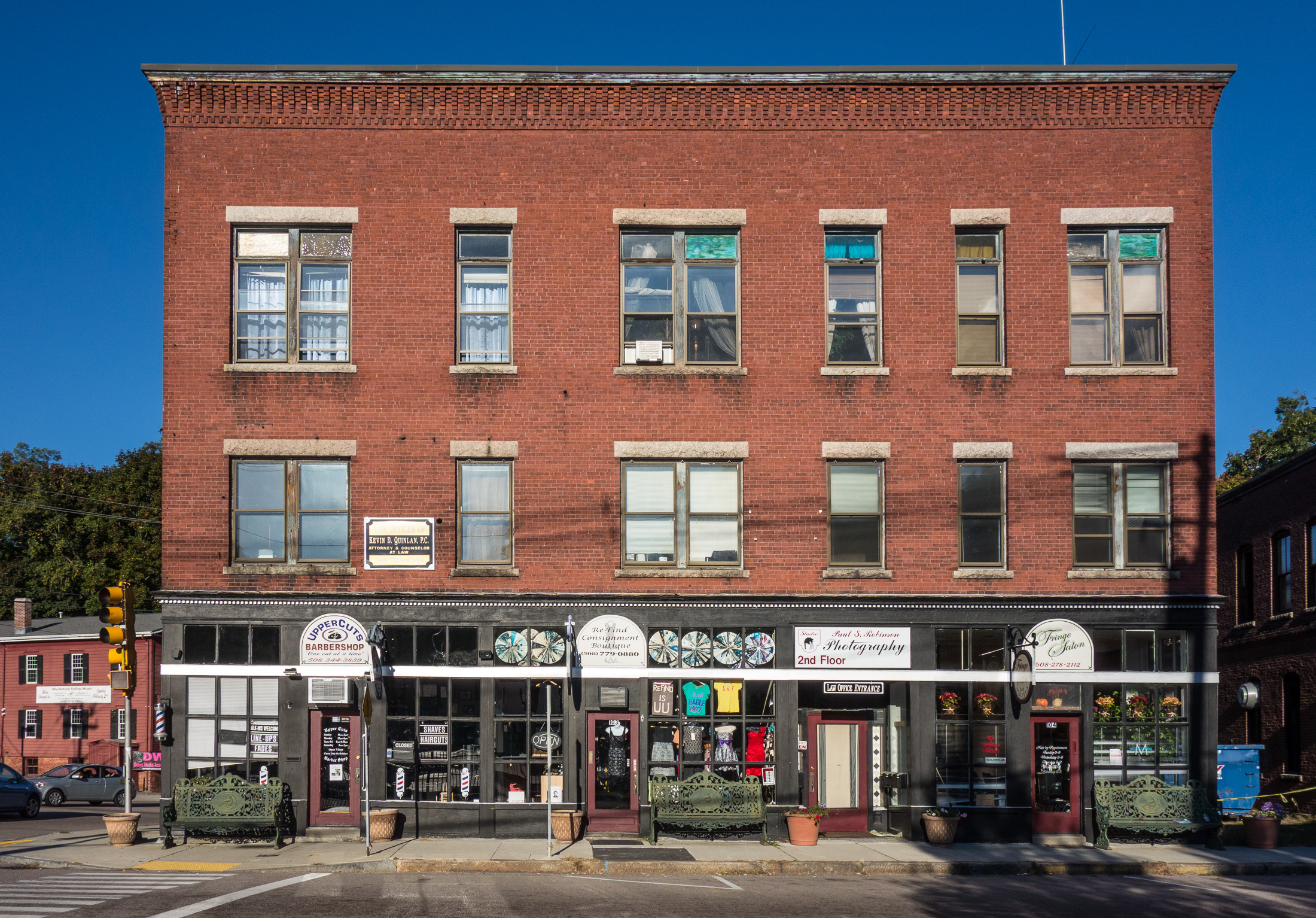
Taft Brothers Block, Uxbridge

## Geografia
Uxbridge encontra-se localizado nas coordenadas 42° 03′ 40″ N, 71° 38′ 37″ O. Segundo o Departamento do Censo dos Estados Unidos, Uxbridge tem uma superfície total de 78.38 km², da qual 76.63 km² correspondem a terra firme e (2.24%) 1.75 km² é água.

## Demografia
Segundo o censo de 2010, tinha 13.457 pessoas residindo em Uxbridge. A densidade populacional era de 171,68 hab./km². Dos 13.457 habitantes, Uxbridge estava composto pelo 96.11% brancos, o 0.82% eram afroamericanos, o 0.14% eram amerindios, o 1.04% eram asiáticos, o 0.01% eram insulares do Pacífico, o 0.46% eram de outras raças e o 1.4% pertenciam a duas ou mais raças. Do total da população o 1.91% eram hispanos ou latinos de qualquer raça.